# Vlado Šćepanović
Vlado Šćepanović, (cyrillique:Владо Шћепановић) est un joueur puis entraîneur monténégrin de basket-ball, né le 13 novembre 1975 à Kolasin, Monténégro, Yougoslavie. Il joue au poste d'arrière.

## Palmarès

### Club
- Champion de Serbie 1999, 2000, 2002, 2004
- Champion de Grèce 2005, 2006
- Coupe de Serbie 1996, 1998, 2002
- Coupe de Turquie 2001
- Coupe de Grèce 2005, 2006

### Sélection nationale
- Championnat du monde masculin de basket-ball
  -  Médaille d'or au Championnat du monde 1998 à Athènes
- Championnat d'Europe
  -  Médaille d'or au Championnat d'Europe 2001 en  Turquie
  -  Médaille de bronze au Championnat d'Europe 1999 en France
  - Participation au Championnat d'Europe 2005 en Serbie
  - Médaille de bronze au championnat d'Europe de basket-ball masculin des 20 ans et moins en 1996

### Distinction personnelle
- Élu joueur de l'année en Yougoslavie en 1999
- MVP de la finale du Championnat de Serbie 2004